# Dermogenys pusilla
Cá lìm kìm đấu, tên khoa học Dermogenys pusilla, còn được gọi là Cá lìm kìm Mã Lai là một loài cá lìm kìm nguồn gốc từ các vùng nước ngọt và nước lợ của các con sông và khu vực ven biển ở Đông Nam Á, trong Singapore, Thái Lan, Indonesia, Malaysia, Borneo và Sumatra. Đây là một loài cá nhỏ, thanh mảnh, với đặc tính hàm dưới kéo dài của họ của chúng. Màu sắc của loài này khác nhau, tùy thuộc vào nơi mẫu vật được tìm thấy.
Cá lìm kìm đấu vật là loài cá kiếm ăn bề mặt và ăn nhiều loại động vật không xương nhỏ bao gồm cả động vật giáp xác và ấu trùng côn trùng, nhưng ấu trùng đặc biệt là muỗi và côn trùng bay rơi vào bề mặt của nước. Như với tất cả cá lìm kìm, hàm trên được nâng lên khi cá mở miệng. Những con cái sinh khoảng hai mươi con sau thời gian mang thai khoảng một tháng.
Cá lìm kìm đấu vật có dị hình lưỡng tính. Con cái lớn hơn con đực và lớn đến 7 cm (2,8 inch), con đực chỉ đạt khoảng 5,5 cm (2,2 inch) và thường có các vá màu vàng hay đỏ trên vây lưng và mỏ. Con đực đánh nhau bằng cách khóa hàm, có khi đến đến ba mươi phút.

## Cá đánh nhau
Trong tự nhiên, và trong hồ lớn, con đực yếu hơn sẽ nhanh chóng buông tha và bơi đi, và chiến đấu do đó hiếm khi gây thương tích nghiêm trọng cho một trong hai bên. Tuy nhiên, trong phạm vi bản xứ của chúng, người dân địa phương đôi khi sử dụng cá lìm kìm đấu vật cho mục đích cá cược (như gà đá hoặc cá chọi Xiêm).